# Molly Pitcher
Molly Pitcher es el apodo dado a una mujer que luchó en la Batalla de Monmouth durante la Guerra de Independencia de los Estados Unidos, generalmente se cree que fue Mary Ludwig Hays McCauley. Después de que varias narraciones sobre Molly Pitcher se extendieron, muchos historiadores consideran la figura de Molly Pitcher más folclórica que histórica, o sugieren que Molly Pitcher puede ser una composición inspirada en las acciones de varias mujeres reales. El nombre en sí pudo haberse originado como un apodo dado a las mujeres que llevaban agua a los hombres en el campo de batalla durante la guerra.

## Mary Ludwig Hays
La historia sobre Molly Pitcher generalmente se atribuye a Mary Ludwig Hays. Molly era el diminutivo más común en inglés para las mujeres llamadas Mary o Maria, en la época uno de los nombres femeninos más habituales. Información biográfica sobre Mary Hays ha sido reunida por historiadores descendientes suyos, incluyendo su patrimonio cultural, nombre de pila, año probable de nacimiento, matrimonios, progenie, censo y registros de impuestos, formando un relato razonablemente fiable de su vida. Empero, la revisión independiente de estos documentos y las conclusiones sugeridas por los familiares aún deben ser hechos por historiadores profesionales; algunos detalles de su vida y pruebas de sus hazañas heroicas siguen siendo escasos.
Mary Ludwig nació en el seno de una familia de Filadelfia, Pensilvania. Hay alguna disputa sobre su fecha de nacimiento real. La lápida en el cementerio donde está enterrada marca su fecha de nacimiento en el 13 de octubre de 1744. Mary tenía una familia pequeña compuesta por su hermano mayor Johann Martin, y sus padres, Maria Margaretha y Johann George Ludwig, quién era carnicero. Es probable que ella nunca asistiera a la escuela o aprendiera a leer, ya que la educación formal de las niñas se consideraba entonces una pérdida de dinero.
Johanes George Ludwig murió en enero de 1769, y en junio del mismo año su viuda, Maria Margaretha Ludwig (también "Ludwick") se casó con John Hays. A principios de 1777, Molly se casó con William Hays, un barbero, en la ciudad de Carlisle, Pensilvania. Los registros del Ejército continental muestran que William Hays era artillero en la Batalla de Monmouth en 1778. El 12 de julio de 1774, en una reunión en la Iglesia presbiteriana de Carlisle, el Dr. William Irvine organizó un boicot a los productos británicos como protesta por el Motín del Té. El nombre de William Hays aparece en una lista de personas acusadas de cobrar por aplicar el boicot.

## Valley Forge
En el mismo 1777, William Hays se alistó en la 4.ª Artillería Proctor de Pensilvania, que más tarde se convirtió en la 4.ª Artillería Proctor del Ejército Continental. Durante el invierno de 1777, Molly Hays se unió con su marido en el campamento de invierno del Ejército Continental en Valley Forge, Pensilvania. Formaba parte del grupo de mujeres, dirigidas por Martha Washington, conocidas como "seguidoras de campamento", quienes se encargaban de lavar ropa y mantas, y cuidar a los soldados enfermos y moribundos.
A principios de 1778, el Ejército Continental se entrenó bajo las instrucciones del Barón von Steuben. William Hays se entrenó como artillero, y Mary Hays y otras seguidoras de campamento sirvieron como aguadoras, acarreando agua a la tropa en pleno campo de batalla. Además, los artilleros necesitaban un suministro constante de agua fresca para enfriar los cañones sobrecalentados, y para remojar la esponja en el extremo de la baqueta, el palo largo que se empleaba para limpiar la pólvora y las chispas después de cada disparo. Fue entonces probablemente que Mary Hays recibió su apodo, cuando las tropas gritaban, "¡Molly! ¡Pitcher!" siempre que necesitaban echar agua fresca.

## Batalla de Monmouth

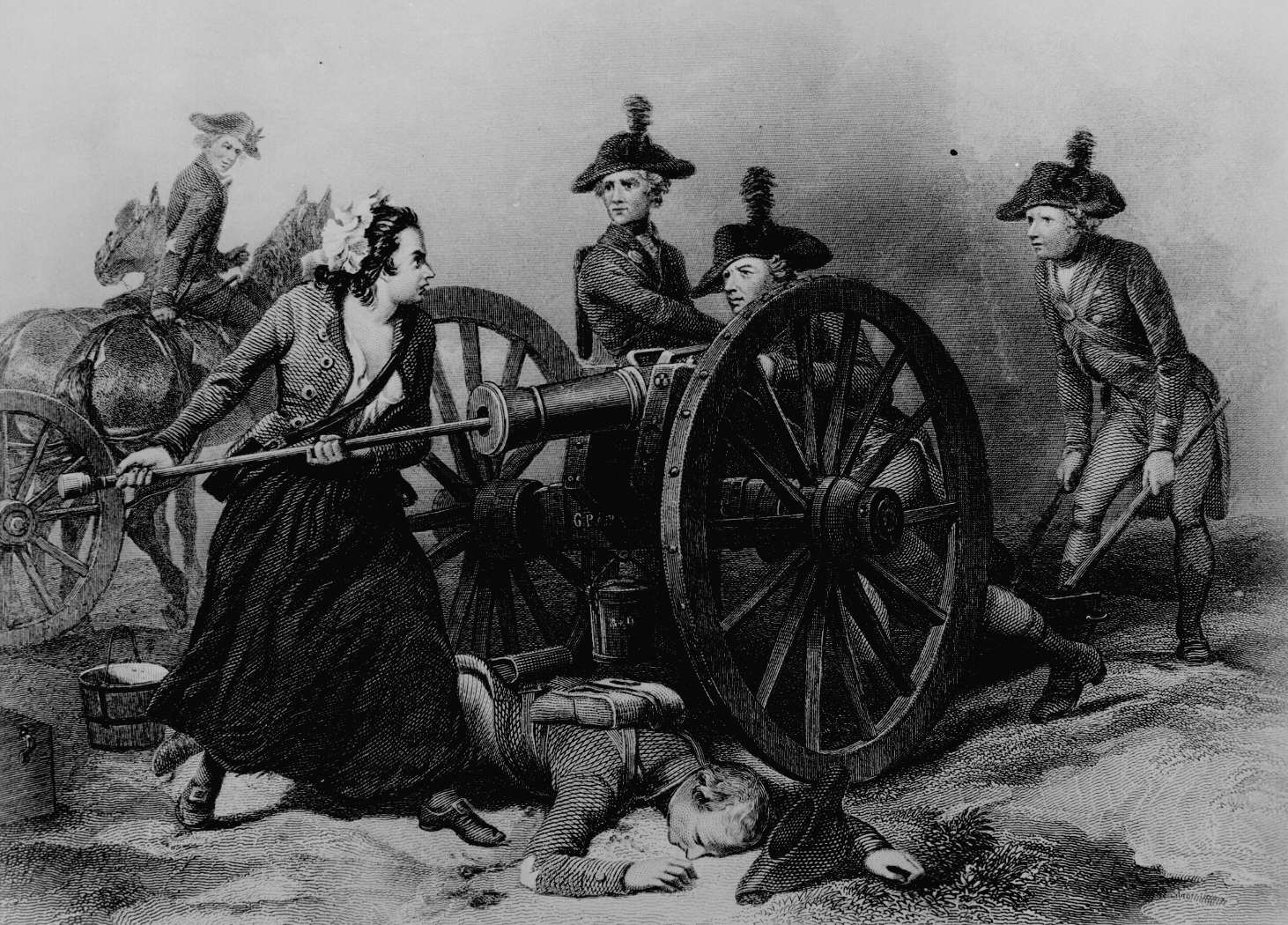
Molly Pitcher en la Batalla de Monmouth, grabado por J.C. Armytage, c. 1859

En la Batalla de Monmouth en junio de 1778, Mary Hays atendió a los soldados revolucionarios como aguadora. Justo antes de que empezara la batalla,  encontró un manantial que podría servir como suministro de agua. Dos lugares en el campo de batalla están hoy marcados como "Molly Pitcher Spring". Mary Hays se pasó la mayor parte del día llevando agua a soldados y artilleros, a menudo bajo el intenso fuego de las tropas británicas.
El tiempo era muy caluroso, por encima de los 37 °C. En cierto momento, William Hays colapsó, no se sabe si herido o por un golpe de calor. A menudo ha sido informado que Hays murió en la batalla, pero se sabe que en realidad sobrevivió.
Cuando su marido fue retirado del campo de batalla, Mary Hays ocupó su lugar en el cañón. El resto del día, en el fragor del combate, Mary continuó "cargando y limpiando" el cañón con la baqueta de su marido. En un momento dado, una bala de mosquete británica o bala de cañón voló entre sus piernas y desgarró su falda. Supuestamente, Mary dijo "Bien, podría haber sido peor", y volvió a cargar el cañón.
Joseph Plumb Martin recuerda este incidente en sus memorias, escribiendo que en la Batalla de Monmouth, "Una mujer cuyo marido perteneció a la artillería y estaba atendiendo un cañón, mientras ella cargaba la pieza, un cañón del enemigo disparó y la bala pasó directamente entre sus piernas sin hacer ningún otro daño que llevarse toda la parte inferior de sus enaguas. Mirando con aparente despreocupación, observó que era una suerte que no pasara un poco más alto, porque en ese caso se podría haber llevado algo más, y continuó su ocupación".
Al anochecer, la lucha se detuvo debido a la oscuridad creciente. A pesar de que George Washington y sus comandantes esperaban continuar la batalla al día siguiente, las fuerzas británicas retrocedieron por la noche y continuaron hacia Sandy Hook, Nueva Jersey.
Después de la batalla, el general Washington preguntó por la mujer que había visto cargando un cañón en la batalla. En conmemoración a su valor, emitió una orden nombrando a Mary oficial. Pronto empezó a ser llamada "Sargento Molly," un apodo que  utilizó para el resto de su vida.

## Últimos años y muerte

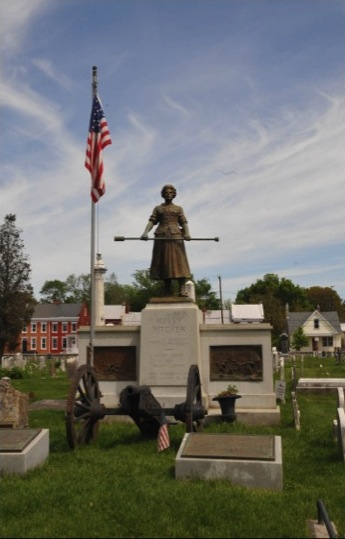
Tumba en Carlisle

Al término de la guerra, Mary Hays y su marido William regresaron a Carlisle, Pensilvania. Por entonces, Mary dio a luz un hijo llamado Johanes (o John). A finales de 1786, William Hays murió.
En 1793, Mary Hays se casó con John McCauley, otro veterano de la Guerra de Independencia y posiblemente un amigo de William Hays. McCauley era cortador de piedra para la prisión local de Carlisle. Aun así, el matrimonio no fue feliz, pues McCauley tenía un carácter violento. McCauley fue la causa de la ruina financiera de Mary, presionándola para que vendiera 200 acres de tierra de recompensas que William le había dejado, por 30 dólares. En algún momento entre 1807 y 1810, McCauley desapareció, y se desconoce qué pasó con él.
Mary McCauley continuó viviendo en Carlisle. Se ganaba la vida como criada general en alquiler, limpiando y pintando casas, lavando ventanas, y cuidando niños y personas enfermas. La "Sargento Molly", como se la conocía, solía ser vista por las calles de Carlisle llevando una falda a rayas, medias de lana, y una gorra con volantes. La gente del pueblo la apreciaba mucho, a pesar de que "a menudo maldecía como un soldado".
El 21 de febrero de 1822, el Estado de Pensilvania otorgó a Mary McCauley una pensión anual de $40 por su servicio. Mary murió el 22 de enero de 1832, en Carlisle, con unos 78 años aproximadamente. Está enterrada en el Viejo Cementerio de Carlisle, bajo el nombre "Molly McCauley" y una estatua de "Molly Pitcher", de pie junto a un cañón.

## Margaret Corbin
La historia de Margaret Corbin muestra semejanzas con la de Mary Hays. Margaret Corbin era la esposa de John Corbin de Filadelfia, Pensilvania, también artillero en el ejército Continental. El 16 de noviembre de 1776, John Corbin era uno de los 2.800 soldados estadounidenses que defendían Fort Washington en Manhattan del norte atacados por 9.000 mercenarios hesianos bajo el mando británico. Cuándo John Corbin cayó muerto, Margaret tomó su lugar en el cañón, y continuó disparando hasta que fue gravemente herida en el brazo. En 1779, a Margaret Corbin le fue otorgada una pensión anual de $50 por el estado de Pensilvania por su heroicidad en batalla. Fue la primera mujer en los Estados Unidos en recibir una pensión militar. Su apodo era "Capitán Molly".

## Conmemoraciones

### Federal

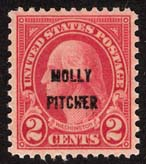
1928, sello Molly Pitcher.

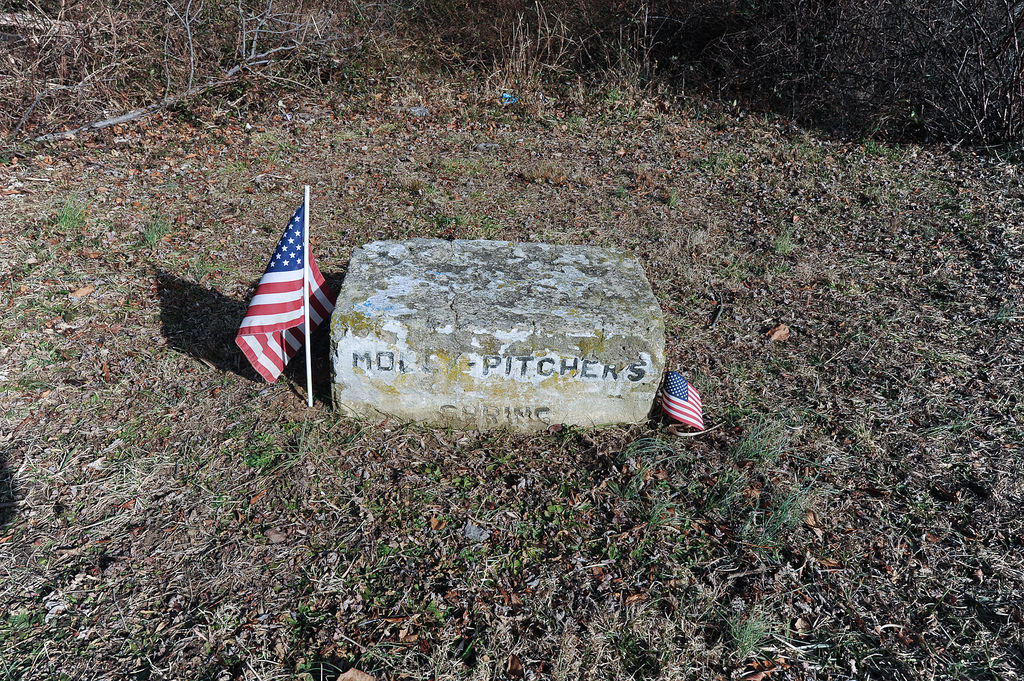
Molly Pitcher Spring, marcador en el campo de batalla

En 1928, "Molly Pitcher" fue honrada con una sobreimpresión que decía "MOLLY / PITCHER" en un sello postal de los Estados Unidos. A principios de año, se habían planeado festividades para celebrar el 150.º aniversario de la Batalla de Monmouth. Coleccionistas de sellos pidieron al Departamento de Oficinas de Correos de EE. UU. un sello conmemorativo del aniversario. Después de recibir varios rechazos, el congresista de Nueva Jersey Ernest Ackerman, también coleccionista de sellos, solicitó la ayuda del líder de la mayoría de la cámara John Q. Tilson. El director general de Correos Harry New rechazó emitir un sello conmemorativo específico reconociendo la batalla o a Molly Pitcher. En un telegrama a Tilson, New explicó, "Finalmente, aun así, he acordado poner un título sobrecargado encima de diez millones del sello Washington 2¢ de emisión regular llevando el nombre Molly Pitcher.'"
La figura de Molly apareció finalmente en un sello postal emitido en 1978 por el 200.º aniversario de la batalla.
"Molly Pitcher" fue honrada en la Segunda Guerra Mundial con el nombramiento del barco Liberty SS Molly Pitcher, botado, y posteriormente torpedeado, en 1943.
El tramo de la Ruta 11 entre Shippensburg, Pensilvania, y la carretera Pensilvania-Maryland es conocido como Molly Pitcher Highway.
Las ramas de Artillería de Campo y Artillería de Defensa del Aire del Ejército de EE. UU. establecieron un sociedad honoraria con el nombre de Molly Pitcher, la Honorable Orden Molly Pitcher. La membresía se otorga ceremoniosamente a las esposas de artilleros durante la fiesta anual de Santa Bárbara. La Orden Molly Pitcher reconoce a aquellas personas que voluntariamente han contribuido en una manera significativa a la mejora de la comunidad de Artillería de Campo.
La base del Ejército de los EE. UU. en Fort Bragg celebra un evento anual llamó "Molly Pitcher Day," exhibiendo sistemas de armas, las operaciones aerotransportadas, y la artillería de campo a los familiares de los miembros.

### Otros
Hay un hotel en Red Bank, Nueva Jersey, no lejos del sitio de la Batalla de Monmouth, llamado Molly Pitcher Inn. El Estado de Tennessee se convirtió en el segundo Estado en la Unión (precedido por Virginia Occidental) en ofrecer a sus mujeres veteranas una placa en agradecimiento a su servicio. La placa representa a Molly Pitcher, reconociendo a las mujeres combatientes desde los inicios de la nación. En la I-95 (Nueva Jersey Turnpike) hay un área de servicio llamada Molly  Pitcher Service Area en Cranbury Township, Nueva Jersey